# Gibert Joseph
Gibert Joseph è una catena di librerie e negozi di film e dischi con sede in Francia.

## Storia

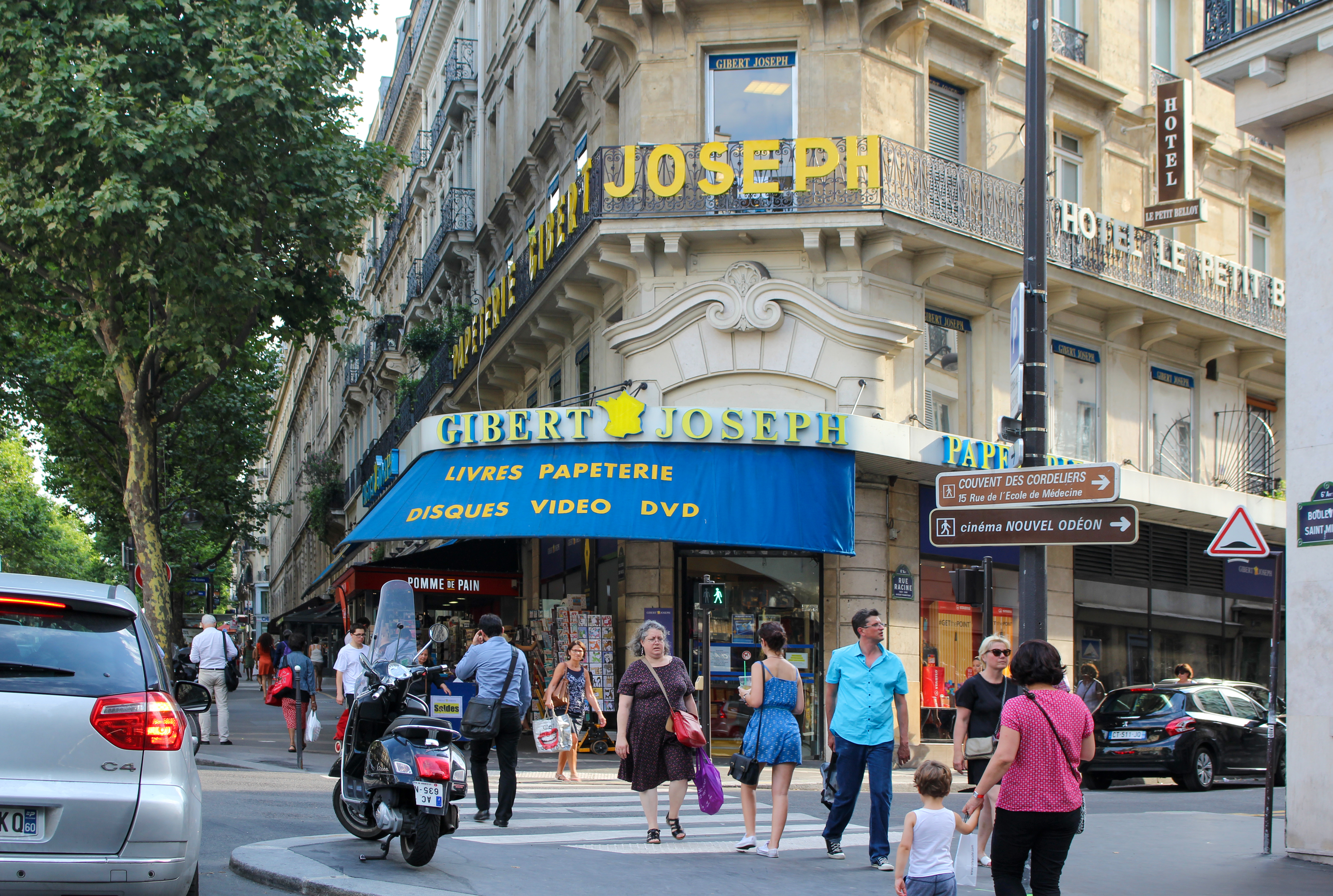
La libreria sul Boulevard Saint-Michel

Nato dalla separazione da Gibert Jeune, il gruppo Gibert Joseph condivide la stessa origine. Due anni dopo il suo arrivo a Parigi nel 1886, Joseph Gibert aprì una libreria sul Boulevard Saint-Michel. Inizialmente era un negozio specializzato nella vendita di libri scolastici usati. Nel 1915, i due figli di Gibert succedono al padre a capo della libreria.
Nel 1929, Joseph Gibert, anziano figlio del fondatore, apre la sua libreria al numero 30 del boulevard (l'attuale cartoleria). Il fratello minore, Regis, conserva la libreria storica, che prende quindi il nome di Gibert Jeune.
Successivamente, il marchio Gibert Joseph si sviluppò anche al di fuori del Quartiere latino.
Da allora la società ha parallelamente sviluppato una rete di librerie in tutta la Francia: Digione, Saint-Étienne, Clermont-Ferrand, Poitiers, Tolosa, Montpellier, Lione e altre grandi città francesi hanno sedi di Gibert Joseph. La società ha attualmente 17 negozi in Francia.
Nel corso degli anni ottanta, il gruppo diversifica l'offerta dei prodotti offerti, dandosi anche alla vendita di articoli di intrattenimento quali dischi di musica di vario genere e video. Nel 1996 si specializza ulteriormente in musica e film con il locale aperto a Parigi al civico 34 di Boulevard Saint-Michel (dove sorgeva un tempo il cinema a luci rosse Le Latin), un negozio esclusivamente dedicato a dischi, film e fumetti, che offre un vasto assortimento di ogni genere.
Nel 2005, Gibert Joseph lancia il proprio sito internet.
Nell'aprile 2017, Gibert Jeune e Gibert Joseph si trovano in trattativa circa l'acquisizione della Gibert Jeune, in difficoltà finanziarie, da parte della Gibert Joseph. Il 17 maggio seguente il tribunale del commercio di Parigi sancisce quindi la riunificazione delle due società dopo 88 anni di separazione. Bruno Gibert (presidente della Gibert Jeune) garantì che la fusione non avrebbe comportato alcuna perdita di posti di lavoro o chiusura di punti vendita.

## Prodotti

### Libri
L'attività di libreria di Gibert Joseph si caratterizza principalmente per:
- la vendita di libri scolastici ed universitari;
- la vendita di libri "classici", di carattere generalista;
- la vendita di libri usati d'occasione.

### Dischi & film
L'offerta di vendita di musica e film è altamente specializzata e rimane focalizzata prettamente sul formato "fisico" (dischi in vinile, CD, DVD, Blu ray), a differenza di molti altri grandi marchi di intrattenimento che hanno anche spazi multimediali. Anche in questo caso, una parte importante dell'offerta è riservata al mercato dell'usato.

## Sedi in Francia
Il gruppo Gibert Joseph, oltre alle storiche sedi parigine, ha aperto diverse filiali sul territorio francese, ed oggi conta diciassette sedi:
1. Aubergenville (dal settembre 2015)
2. Chalon-sur-Saône
3. Clermont-Ferrand
4. Digione
5. Évreux
6. Grenoble
7. Lione
8. Marsiglia
9. Montpellier
10. Parigi (Boulevard Saint-Michel)
11. Parigi (XIII arrondissement) (dal 2007)
12. Parigi (XVIII arrondissement) (dal dicembre 2013)
13. Poitiers (aperta nel 1942)
14. Saint-Germain-en-Laye
15. Tolosa
16. Versailles
17. Vaulx-en-Velin (dall'aprile 2009)

## Galleria d'immagini

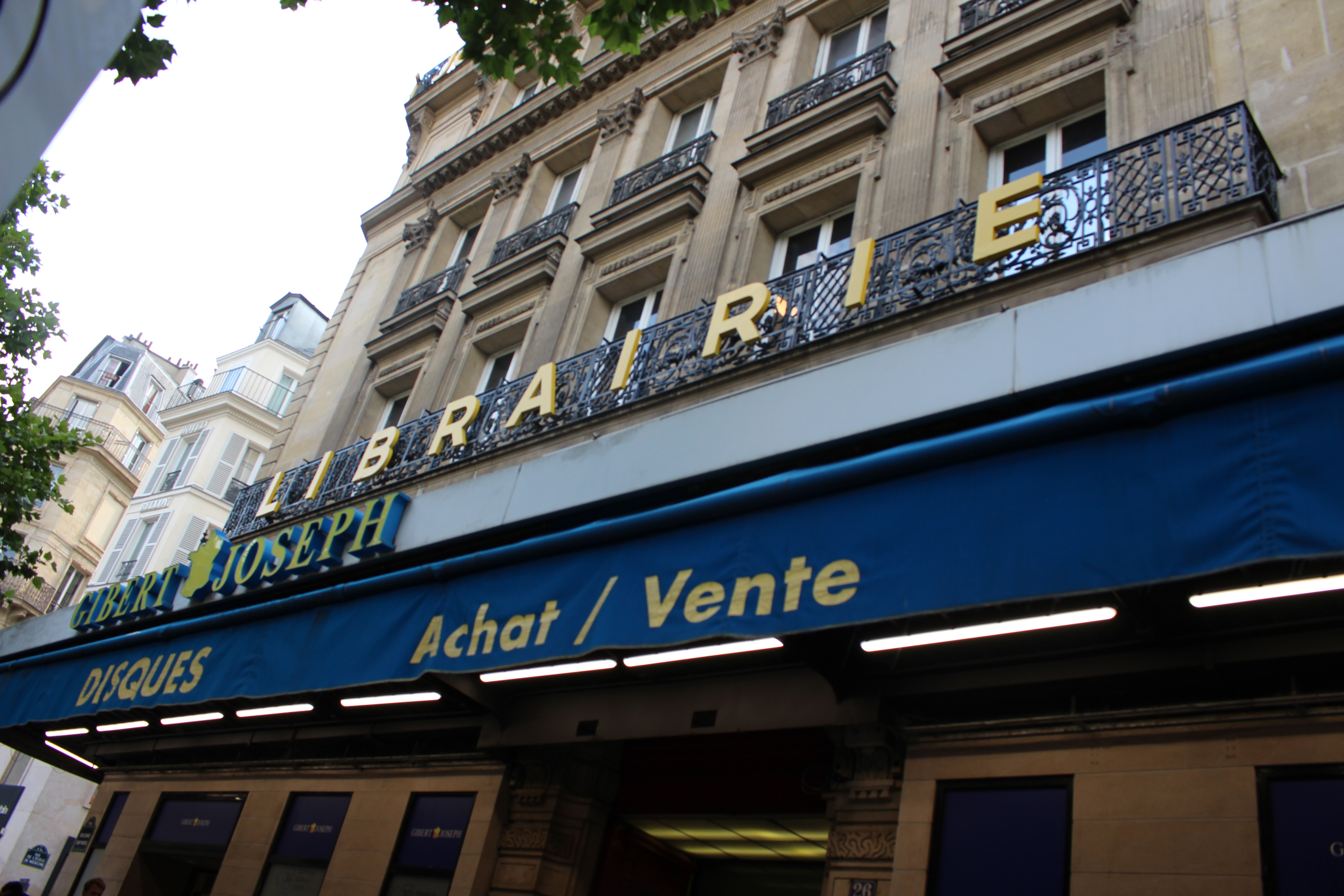
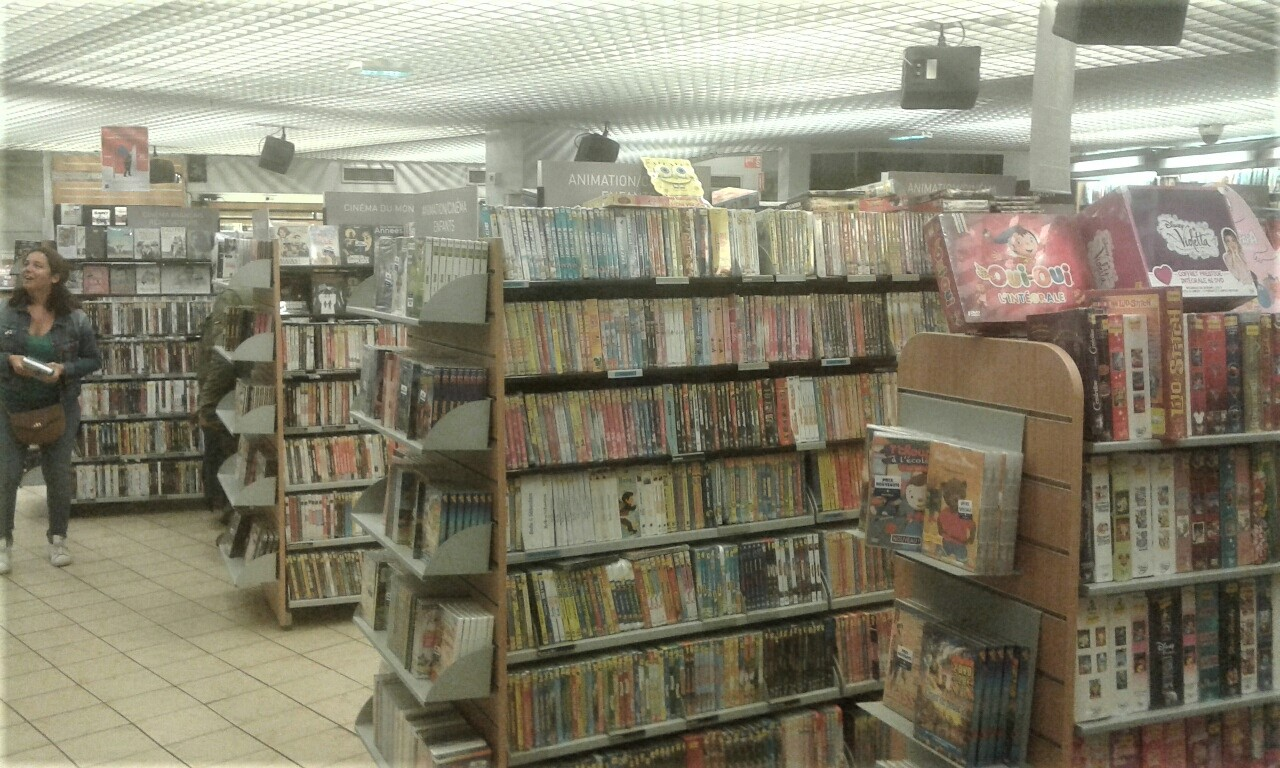
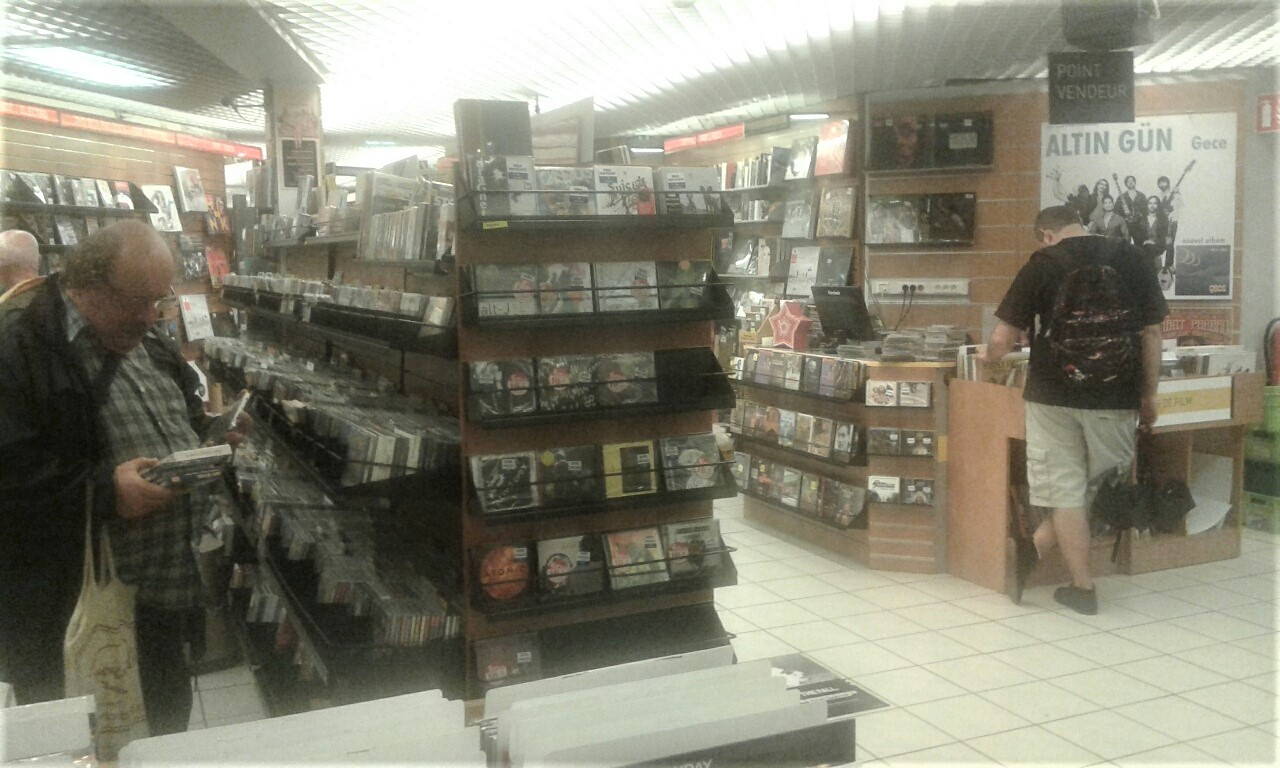
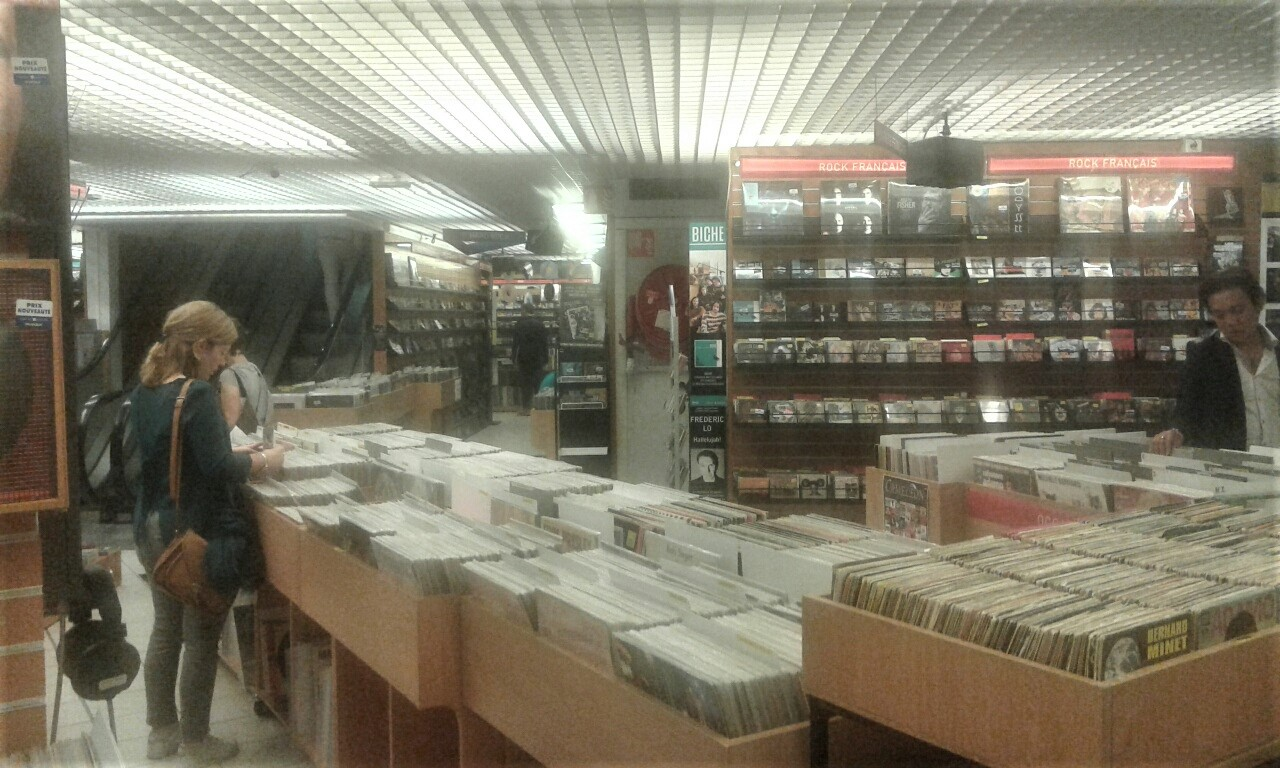
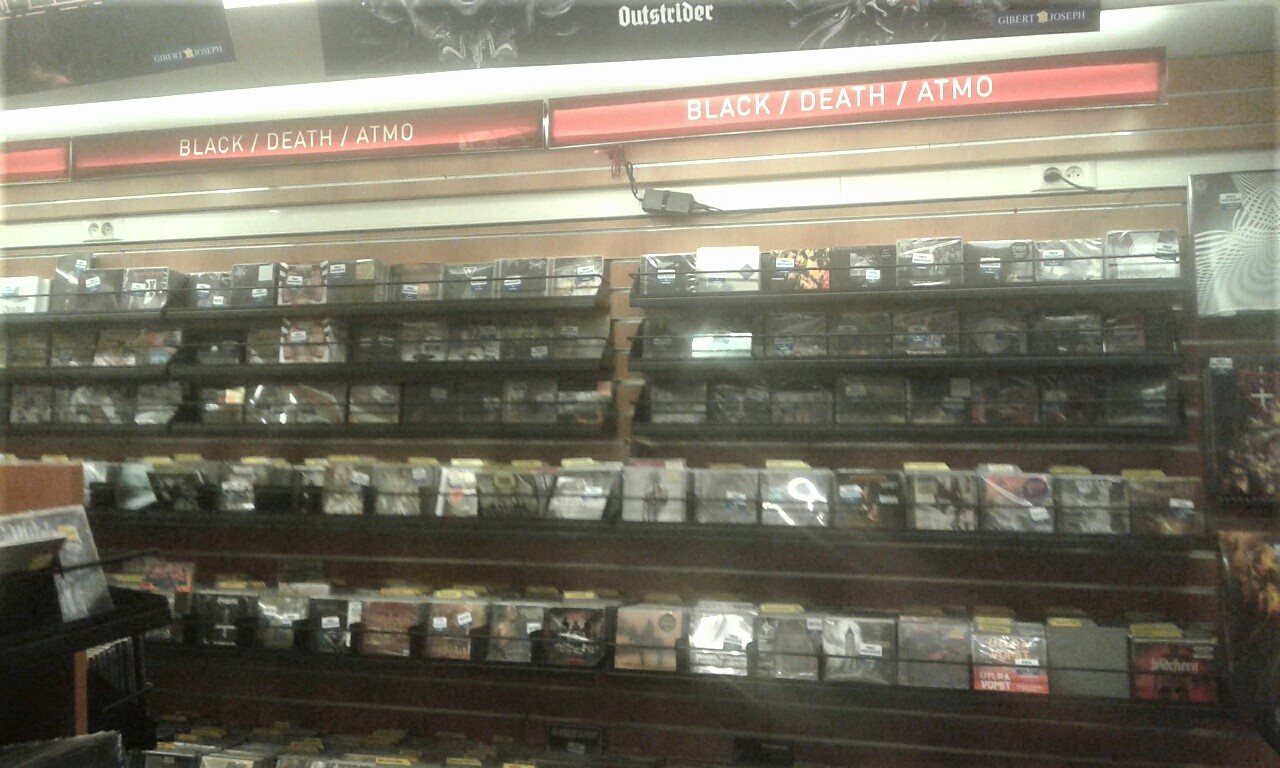
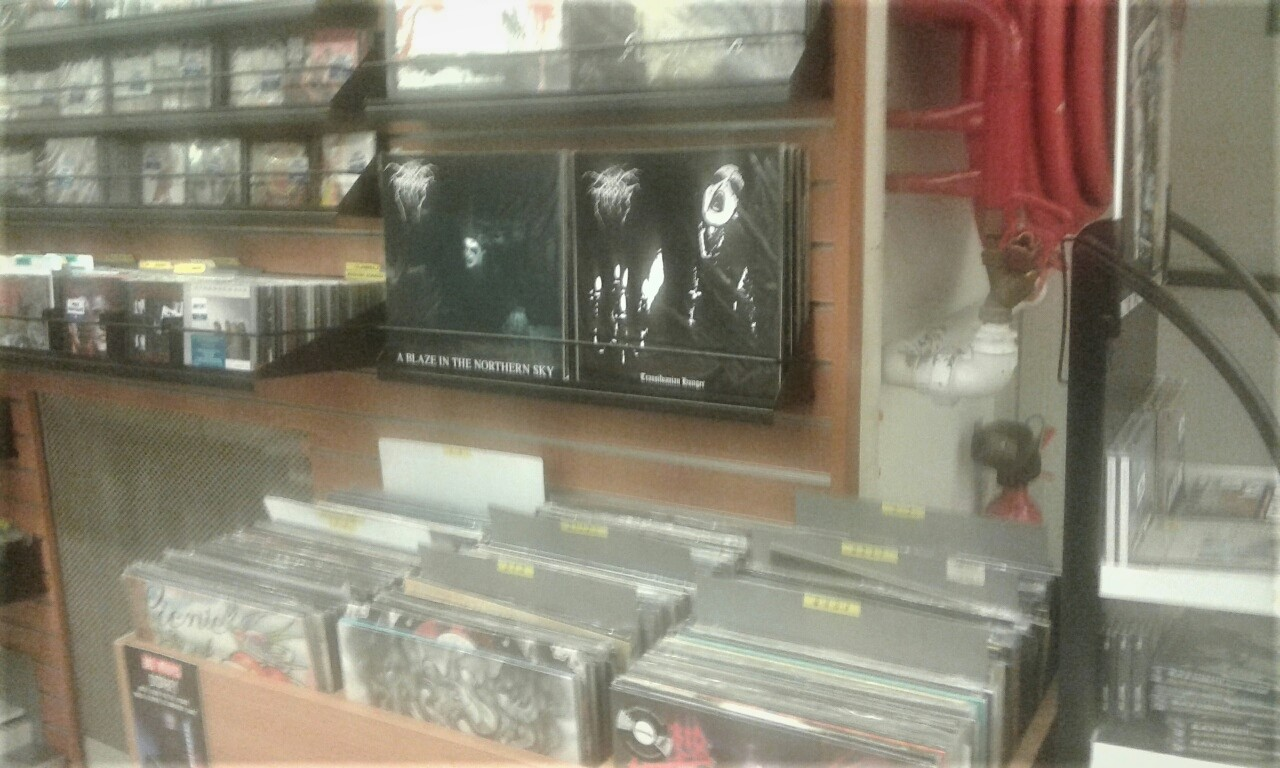